# Omar Rudberg
Omar Rudberg, né le 12 novembre 1998 à Anaco au Vénézuela, est un auteur-compositeur-interprète et acteur vénézuélo-suédois,. Il est un ancien membre du boys band FO&O (2013 - 2017), le groupe finaliste du Melodifestivalen 2017. En tant qu'acteur, il est notamment connu pour incarner le personnage de Simon dans la série suédoise Young Royals (2021-2024) sur Netflix.

## Biographie

### Enfance et débuts
Omar Josué González naît le 12 novembre 1998 à Anaco, au Venezuela. Ses parents se séparent alors qu'il n'est âgé que d'un an. À l'âge de 6 ans, il déménage à Kungsbacka, en Suède, avec sa mère Wilnur Gonzalez,.
En avril 2010, il participe à l'émission Talang 2010 — la version suédoise de La France a un incroyable talent — diffusée sur TV4.

### Carrière

#### 2013 - 2017: débuts avec FO&O

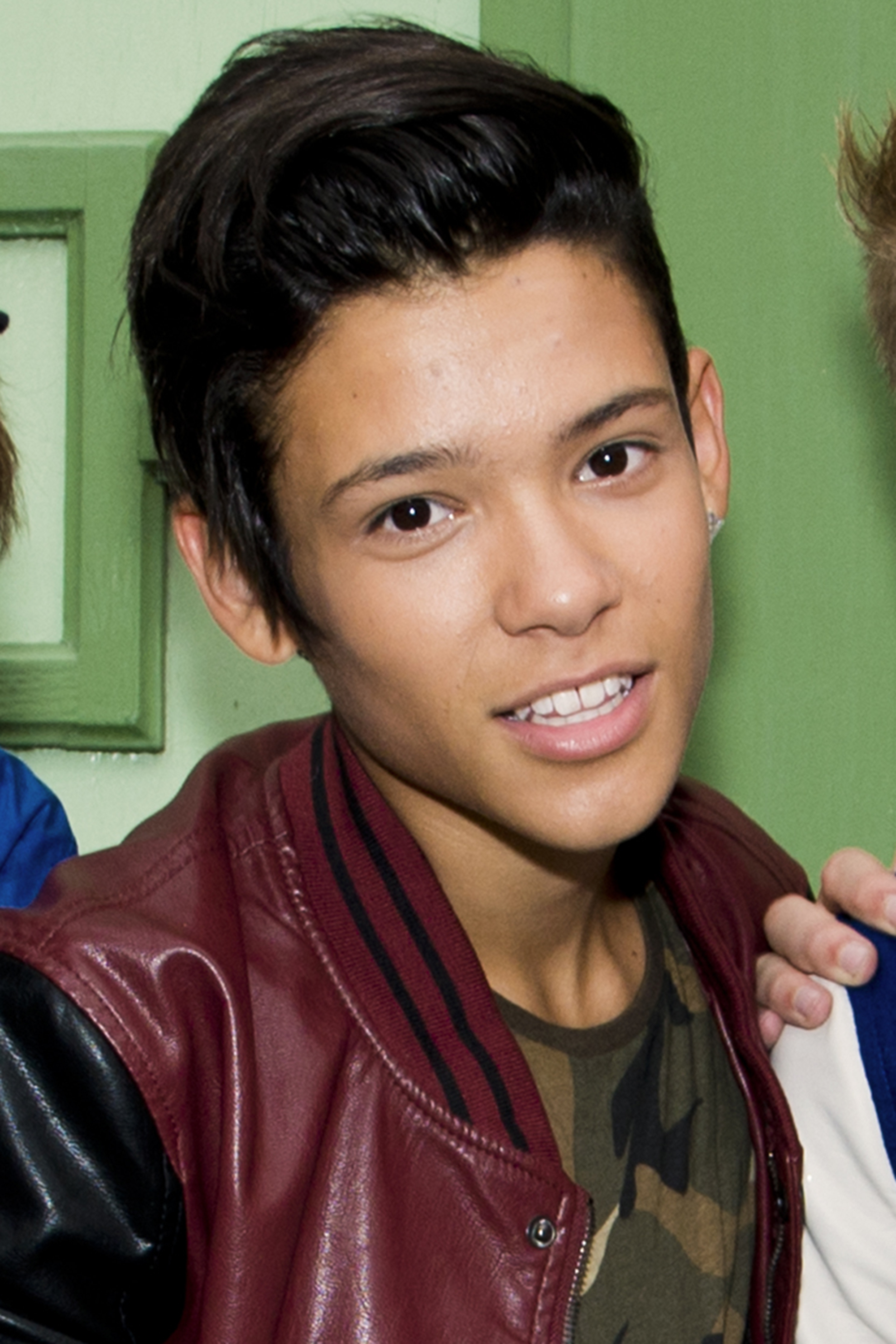
Omar Rudberg, en août 2013.

En 2013, aux côtés de Felix Sandman, Oscar Enestad et Oscar Molander, Rudberg devient membre du boys band FO&O — anciennement connu sous le nom de The Fooo Conspiracy.
En 2015, il apparaît dans le court métrage Rollercoaster d'Andrew Molina.
En 2017, le groupe participe au Melodifestivalen, diffusé sur la chaîne SVT, atteignant la finale avec la chanson Gotta Thing About You. La même année, les membres du groupe annoncent leur séparation.
Dès lors, Omar Rudberg ambitionne une carrière solo qui alternerait des musiques en suédois, espagnol et anglais.

#### 2018 - 2020: concrétisation de la carrière solo musicale
En 2018, Omar Rudberg lance sa carrière solo avec le single Que pasa, avec le rappeur suédois Lamix suivi de La mesa avec le rappeur suédois Elias Hurtig.
En 2019, il participe au Melodifestivalen avec la chanson Om om och om igen. Il n'atteint pas la demi-finale mais cette médiatisation lui apporte son premier classement dans le Top 20 des Hits en Suède, une première depuis ses débuts solos.

#### 2020: révélation médiatique avecYoung Royalset poursuite de la carrière musicale

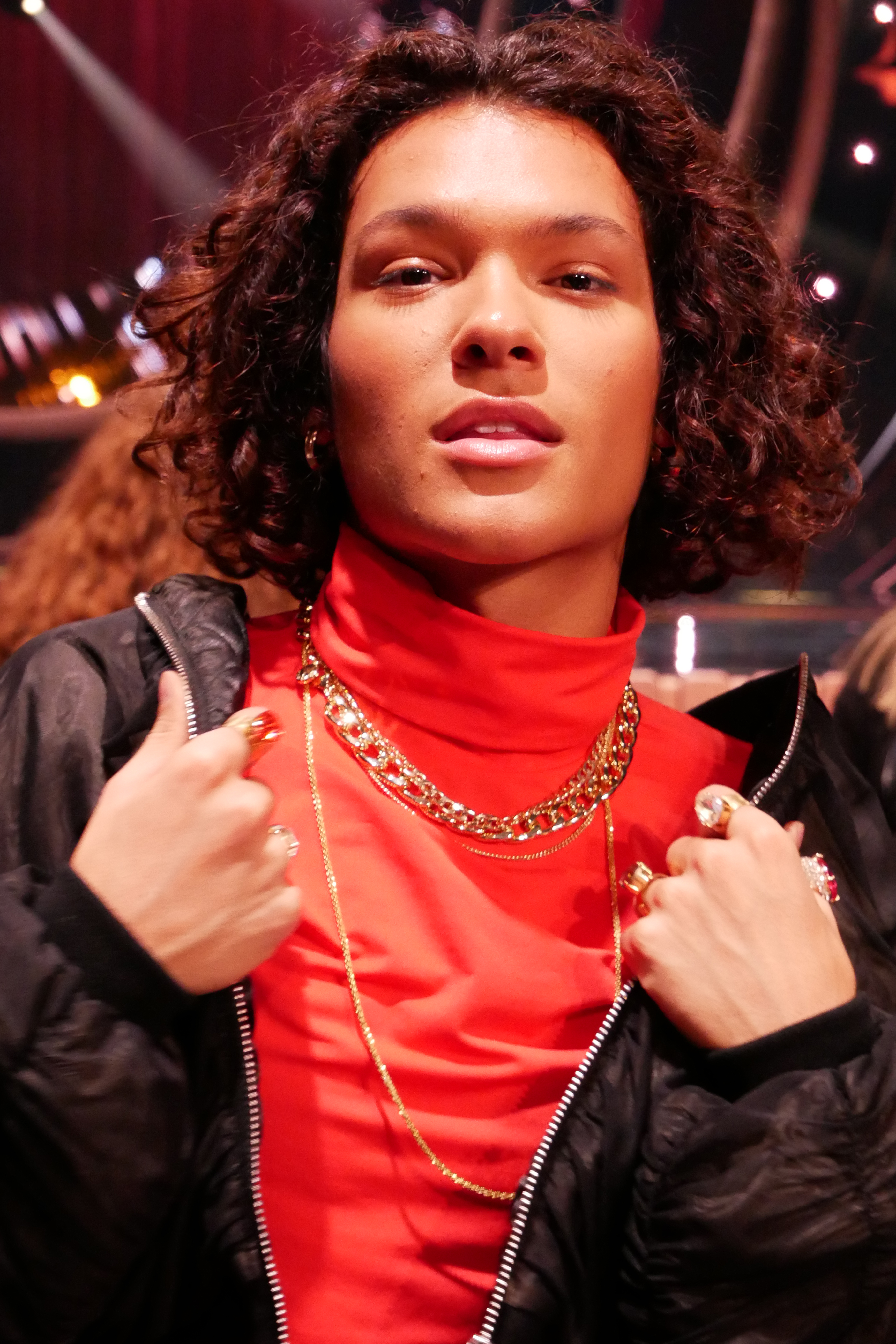
Omar Rudberg, en 2019.

En 2020, ayant toujours voulu être acteur, Rudberg décide de se lancer sur le petit écran. Grâce à son amie Felicia Truedsson, qui s'est elle-même présentée pour le rôle de Stella, il s'intéresse au casting de la série suédoise Young Royals. Il auditionne pour jouer Simon et décroche le rôle. Son personnage est l'un des deux protagonistes emblématiques ; le second (le prince Wilhelm) étant campé par Edvin Ryding.
En 2021, dès juillet, Young Royals est diffusée sur la plateforme Netflix.
Dans la foulée, il dévoile son premier EP le 9 juillet 2021 intitulé Omar Covers. L'EP contient trois reprises, celle de It Takes a Fool to Remain Sane du groupe The Ark, Remember de Seinabo Sey et Jacob Banks et pour finir celle de Symphony de Clean Bandit et Zara Larsson. Il est annoncé en novembre qu'il sera l'un des participants du Melodifestivalen 2022, il participera avec son nouveau single à paraître en 2022 intitulé Moving Like That. Cependant, il ne se qualifie pas pour la suite du concours.[réf. nécessaire]
Le 2 janvier 2022, il annonce sur ses réseaux sociaux la sortie de son nouveau single Mi Casa Su Casa pour le 7 du même mois. Celui-ci est accompagné d'un clip vidéo.
En 2023 Omar lance sa propre marque de cosmétiques unisexe et vegan, OMR Beauty. Le premier produit est un parfum en édition limitée baptisé Intro.
La même année, Omar participe à l'émission télévisée suédoise Så Mycket bättre.

#### 2024: 1er concert et tournée internationale solo
En février 2024, Rudberg donne son premier concert solo à guichet fermé au Cirkus (Suède). En octobre de la même année, il sort son EP Every Night Fantasy, après avoir signé avec le label américain Atlantic Records.
2024 sera aussi l'année de sa première tournée mondiale sold-out, où il se produit en Angleterre, en France, en Allemagne et aux États-Unis.
Cette même année marquera également la fin de la série Young Royals après 3 saisons.
Dans le cadre de OMR Beauty, il sort un parfum en édition limitée : ce dernier est baptisé DUO et est une collaboration avec son co-star deYoung Royals Edvin Ryding. Ce produit est suivi, en octobre de la même année, de la sortie d'un trio d'huiles de parfum intitulé Occassions.
Omar termine sa tournée mondiale d'automne 2024 le 4 novembre, en effectuant le dernier spectacle de l'étape américaine au El Rey Theatre de Los Angeles, en Californie.
Le même jour, Omar Rudberg annonce les dates pour sa tournée Every Night Fantasy prévue en février 2025.

#### 2025
Le 31 janvier, Rudberg sort un single intitulé I'm Not a Boy puis, courant février, la version espagnole de ce dernier, No Soy un Hombre.
Du 2 février au 2 mars 2025, dans le cadre de la tournée "Every Night Fantasy Tour", il se produit sur les scènes de 19 villes européennes dans 11 pays différents, parmi lesquels la France, le Royaume-Uni, les Pays-Bas, la Belgique, l'Espagne, l'Italie, l'Allemagne, la Pologne, la Suède, la Norvège et le Danemark.

## Vie privée
En 2019, Omar Rudberg déclare qu'il ne compte pas étiqueter sa sexualité. Il précise qu'il peut tomber amoureux d'une personne quel que soit son sexe et a déjà fréquenté des femmes comme des hommes,. En mars 2024, à la suite du dénouement de la série Young Royals, il partage un post Instagram avec pour légende : "Lorsque j'étais un petit enfant, je savais qu'il y avait quelque chose de différent en moi. J'avais des sentiments que j'essayais constamment de repousser. J'avais des sentiments pour un garçon que j'ignorais continuellement parce que j'avais peur. J'avais l'impression d'être le seul au monde qui se sentait de la sorte. Je me noyais dans le déni. Me disais que cela passera et qu'un jour je serai comme tout le monde. Je serai 'normal'. [...] Continuons de nous battre pour nos droits d'aimer. Nos droits d'exister. Et continuons d'être bruyants à ce sujet. Si seulement le petit Omar savait."

## Filmographie

### Court métrage
- 2015 : Rollercoaster d'Andrew Molina.

### Long métrage
- 2023 : Halloween Park (Karusell) de Simon Sandquist : Dante.

### Télévision
| Année     | Titre             | Rôle           | Notes                                   |
| --------- | ----------------- | -------------- | --------------------------------------- |
| 2021–2024 | Young Royals      | Simon Eriksson | Rôle principal (3 saisons, 18 épisodes) |
| 2023      | Drag Race Sverige | Lui-même       | Épisode : "Snatch Game"                 |
| 2023      | Så mycket bättre  | Lui-même       | Saison 14                               |

## Discographie

### FO&O

#### Album
- 2014 : Off The Grid
- 2017 : FO&O

#### EP
- 2013 : The Fooo EP
- 2014 : Conspiration
- 2014 : Serenade
- 2014 : Coordinates

### Solo

#### Album Studio
- 2022 : OMR[18]

#### EP
- 2021 : Omar Covers[11],[19]
- 2023 : Mi Casa Su Casa (Remixes)
- 2023 : Happier (Remixes)
- 2023 : Så mycket bättre 2023 – Tolkningarna [20]
- 2024 : Every Night Fantasy [21]

#### Singles
| Titre                                                         | Année | Meilleures Positions | Certifications | Album                                     |     |
| Titre                                                         | Année | SUE                  | Certifications | Album                                     |     |
| ------------------------------------------------------------- | ----- | -------------------- | -------------- | ----------------------------------------- | --- |
| Que Pasa (ft. LAMIX)                                          | 2018  | —                    |                | À venir                                   |     |
| La Mesa (ft. Elias Hurtig)                                    | 2018  | —                    |                | À venir                                   |     |
| Om om och om igen                                             | 2019  | 11                   | - GLF: Or ·    | À venir                                   |     |
| på min telephone toda la noche                                | 2019  | —                    |                | À venir                                   |     |
| Dum                                                           | 2020  | 59                   | - GLF: Or      | À venir                                   |     |
| Jag e nån annan                                               | 2020  | —                    |                | À venir                                   |     |
| Läppar                                                        | 2020  | —                    |                | À venir                                   |     |
| Alla Ba Ouff                                                  | 2021  | —                    |                | À venir                                   |     |
| It Takes a Fool to Remain Sane                                | 2021  | —                    | Omar Covers    |                                           |     |
| Symphony                                                      | 2021  | —                    | Omar Covers    |                                           |     |
| Remember                                                      | 2021  | —                    | Omar Covers    |                                           |     |
| Yo Dije Ouff                                                  | 2021  | —                    | À venir        |                                           |     |
| In The Sunrise                                                | 2022  | —                    | À venir        |                                           | OMR |
| Mama                                                          | 2022  | —                    | À venir        |                                           | OMR |
| Coast Side                                                    | 2022  | —                    |                |                                           | OMR |
| Mi Casa Su Casa                                               | 2022  | —                    |                |                                           | OMR |
| La Incondicional (featuring Benjamin Ingrosso)                | 2022  | —                    |                |                                           | OMR |
| Pull Up                                                       | 2022  | —                    |                |                                           | OMR |
| Que Puedo Hacer?                                              | 2022  | —                    |                |                                           | OMR |
| Como ayer                                                     | 2022  | —                    |                |                                           | OMR |
| Breathe                                                       | 2022  | —                    |                |                                           | OMR |
| Moving Like That                                              | 2022  | 57                   |                |                                           | OMR |
| Nakna (ft. Victoria Nadine)                                   | 2022  | —                    |                |                                           |     |
| Todo de Ti (All That She Wants)                               | 2022  | —                    |                |                                           |     |
| Simon's Song (extraite de la Bande Originale de Young Royals) | 2022  | 43                   |                |                                           |     |
| Call Me By Your Name (ft. Claudia Neuser)                     | 2023  | —                    |                |                                           |     |
| I'm So Excited - Live at QX Gala                              | 2023  | —                    |                |                                           |     |
| I'm So Excited - Club Version                                 | 2023  | —                    |                |                                           |     |
| I'm So Excited - Additional Version                           | 2023  | —                    |                |                                           |     |
| She Fell in Love in the Summer                                | 2023  | —                    |                |                                           |     |
| She Fell in Love in the Summer (Acoustic)                     | 2023  | —                    |                |                                           |     |
| Happier                                                       | 2023  | —                    |                |                                           |     |
| Coast Side (Carousel Remix)                                   | 2023  | —                    |                |                                           |     |
| Off My Mind (ft. Jubël)                                       | 2023  | —                    |                |                                           |     |
| Om du inte fanns (Don't Wait)                                 | 2023  | —                    |                | Så mycket bättre 2023 - Tolkningarna (EP) |     |
| Höj ett glass (Fanfar)                                        | 2023  | —                    |                | Så mycket bättre 2023 - Tolkningarna (EP) |     |
| Min första (I Will Always Be Your Soldier)                    | 2023  | —                    |                | Så mycket bättre 2023 - Tolkningarna (EP) |     |
| Red Light                                                     | 2024  | —                    |                | Every Night Fantasy (EP)                  |     |
| Talk                                                          | 2024  | —                    |                | Every Night Fantasy (EP)                  |     |
| Bye Bye                                                       | 2024  | —                    |                | Every Night Fantasy (EP)                  |     |
| Sabotage                                                      | 2024  | —                    |                | Every Night Fantasy (EP)                  |     |
| Girlfriend                                                    | 2024  | —                    |                | Every Night Fantasy (EP)                  |     |
| Lose Me                                                       | 2024  | —                    |                | Every Night Fantasy (EP)                  |     |
| Wrong                                                         | 2024  | —                    |                | Every Night Fantasy (EP)                  |     |
| Luz Roja (Bonus)                                              | 2024  | —                    |                | Every Night Fantasy (EP)                  |     |
| I'm Not a Boy                                                 | 2025  | —                    |                |                                           |     |
| No Soy un Hombre                                              | 2025  | —                    |                |                                           |     |

## Vidéographie
| Titre                                | Année | Casting                                                                                 | Réalisation         | Production                                                     | Chorégraphie                   |
| ------------------------------------ | ----- | --------------------------------------------------------------------------------------- | ------------------- | -------------------------------------------------------------- | ------------------------------ |
| Que Pasa                             | 2018  | Lamix                                                                                   | Robin Kadir         |                                                                |                                |
| La Mesa                              | 2019  | Elias Hurtig, Lovisa Bengtsson, Cynthia Cavieres Toledo                                 | Robin Kadir         | Mauro Maahez                                                   |                                |
| Om om och om igen                    | 2019  | -                                                                                       |                     | Johan Lindbrandt, Robin Stjernberg                             |                                |
| på min telephone toda la noche       | 2019  | Emina Iman                                                                              |                     | Rob Milo                                                       |                                |
| Jag e nån annan                      | 2020  | -                                                                                       |                     | Gustav Blomberg                                                |                                |
| Alla Ba OUFF / Yo Dije OUFF          | 2021  | Erika Bitanji, Amalia Afonso, Hugo Hultgren, Felicia Truedsson, Julia Wieck             |                     | Nadine Clayton                                                 | Amir Ashoor                    |
| Mi Casa Su Casa                      | 2022  | Amir Ashoor, Tristan Pereda Gomez                                                       | Florian Dezfoulian  | Nadine Clayton, Florian Dezfoulian, Ketter Raudmets            | Amir Ashoor                    |
| Moving Like That                     | 2022  | Amir Ashoor, Tristan Pereda Gomez                                                       |                     | Nadine Clayton, Florian Dezfoulian, Ketter Raudmets, Aron Wyme | Keisha von Arnold, Amir Ashoor |
| Todo De Ti (All That She Wants)      | 2022  | Nurbo Bozan, Nayeli Meza, Zed Millian, Wilnur Rudberg                                   | Johan Von Reybekiel | Florian Dezfoulian, Ketter Raudmets                            | -                              |
| She Fell In Love In The Summer       | 2023  | -                                                                                       | Faramarz Gosheh     | Nils Nygårdh, Per Welén                                        | -                              |
| Så Mycket Bättre 2023 - Tolkningarna | 2023  | Wilma Dylan, Gabi Goldman                                                               | Elliot Engberg      | Carmelo Agut-Eismann                                           | -                              |
| Red Light (Visualizer)               | 2024  | -                                                                                       | Adam Falk           | Matilda Fleberg                                                | -                              |
| Talk                                 | 2024  | Daniel Gürow, Lamin Holmén, Mateo Córdova Pomo, Timothy Waliggo Kakeeto, Ruben Karsberg | Jean-Luc Mwepu      | Fanny Cygnaeus                                                 | Adnan Sahuric                  |
| Girlfriend                           | 2024  | -                                                                                       | Adam Falk           | Dama Studios                                                   | Adnan Sahuric                  |
| I'm Not a Boy (Visualizer)           | 2025  | -                                                                                       | Adam Falk           |                                                                | -                              |

## Tournées
- Omar Rudberg - Fall EU/US Tour (2024)
- Every Night Fantasy Tour (2025)

## Distinctions

### MTV Europe Music Awards
| Année | Travail nommé | Catégorie                      | Résultat   |
| ----- | ------------- | ------------------------------ | ---------- |
| 2014  | FO&O          | Meilleure Performance Suédoise | Vainqueur  |
| 2015  | FO&O          | Meilleure Performance Suédoise | Vainqueur  |
| 2015  | FO&O          | Performance Mondiale : Europe  | Nomination |
| 2016  | FO&O          | Meilleure Performance Suédoise | Vainqueur  |

### Stockholm Film Festival
| Année | Travail nommé | Catégorie           | Résultat   | Réf. |
| ----- | ------------- | ------------------- | ---------- | ---- |
| 2021  | Omar Rudberg  | Zalando Rising Star | Nomination | ,    |

### QX Gaygala
| Année | Travail nommé | Catégorie                                   | Résultat   |
| ----- | ------------- | ------------------------------------------- | ---------- |
| 2022  | Young Royals  | Meilleur Duo (partagée avec Edvin Ryding)   | Vainqueur  |
| 2023  | Young Royals  | Meilleure Étoile de Télévision              | Nomination |
| 2023  | Young Royals  | Duo de l'Année (partagée avec Edvin Ryding) | Nomination |

### Prix Kristallen
| Année | Travail nommé | Catégorie                           | Résultat   |
| ----- | ------------- | ----------------------------------- | ---------- |
| 2022  | Young Royals  | Meilleur Acteur dans un Second Rôle | Nomination |
| 2023  | Young Royals  | Programme Préféré de l'Audience     | Nomination |
| 2024  | Young Royals  | Programme Préféré de l'Audience     | Nomination |
| 2024  | Young Royals  | Série dramatique de l'année         | Nomination |

### Prix "Series Em Cena"
| Année | Travail nommé | Catégorie                      | Résultat  |
| ----- | ------------- | ------------------------------ | --------- |
| 2022  | Young Royals  | Meilleur Acteur dans une Série | Vainqueur |
| 2022  | Omar Rudberg  | Artiste Latino de l'Année      | Vainqueur |

### Rockbjörnen
| Année | Travail nommé | Catégorie                            | Résultat   |
| ----- | ------------- | ------------------------------------ | ---------- |
| 2024  | Omar Rudberg  | Artiste Masculin de l'année          | Nomination |
| 2024  | Omar Rudberg  | Fans de l'année                      | Nomination |
| 2024  | "Red Light"   | Chanson suédoise de l'année          | Vainqueur  |
| 2024  | Omar Rudberg  | Performance live de l'année "Grönan" | Vainqueur  |

## Voix française
- Thomas Sagols dans Young Royals (série télévisée)